# Sultanato di Mascate e Oman
Il Sultanato di Mascate e Oman (in arabo: سلطنة مسقط وعمان, Salṭanat Masqaṭ wa-‘Umān), detto anche semplicemente Mascate e Oman, fu uno Stato che comprendeva l'attuale Sultanato di Oman e parte degli attuali Emirati Arabi Uniti e Gwadar, in Pakistan. Non va confuso con l'Oman "della Tregua", uno degli sceiccati che ottennero il protettorato inglese dal 1820.

## Storia

### L'epoca dell'espansione
Vi sono delle differenze storiche tra il Sultanato di Mascate, dominio secolare ricco e vicino alla costa, ed i domini delle tribù nell'entroterra. I territori interni erano sotto il controllo nominale dei sultani di Mascate, ma in pratica erano dominati dai capi religiosi locali, gli imam dell'Oman, appartenenti alla setta degli ibaditi dell'islam.
Il Sultanato di Mascate disponeva di una grande flotta navale che gli permise di creare un impero marittimo che portò all'espulsione dei colonizzatori portoghesi dall'area nel 1650 e che perdurò sino al XIX secolo, comprendendo gli attuali Oman, Emirati Arabi Uniti, il Belucistan meridionale e Zanzibar, oltre alle coste adiacenti di Kenya, Tanzania e Mozambico, sino alle Isole Mascarene. Il sultanato di Mascate era inoltre coinvolto nella lucrativa attività schiavistica in Africa.

### Consolidazione e declino

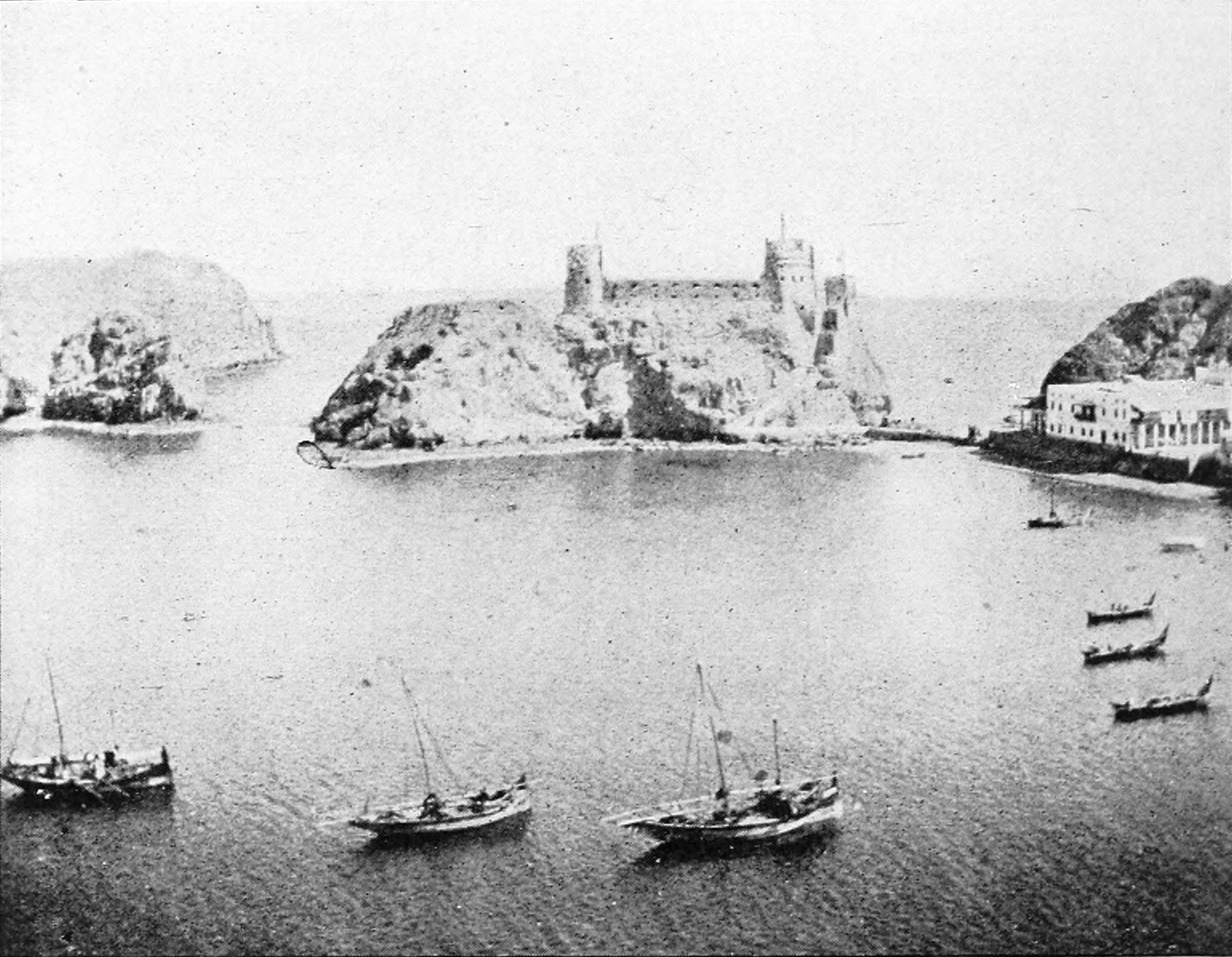
Il porto di Mascate nel 1903.

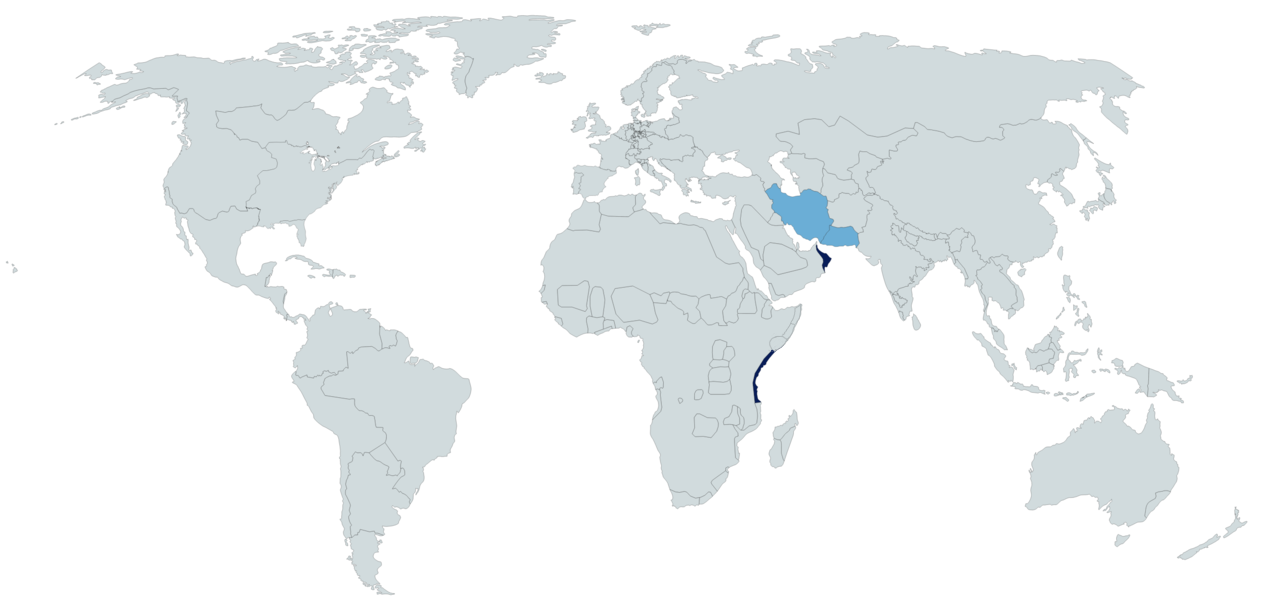
L'impero omanita del 1856, prima della separazione del Sultanato di Zanzibar.

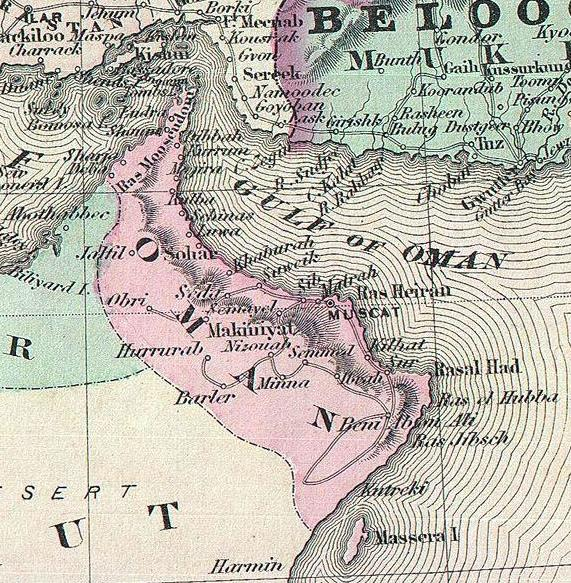
Il Sultanato di Muscate e Oman nel 1867.

Negli anni '20 dell'Ottocento, il sultanato perse gran parte dei suoi territori nel Golfo Persico che divennero parte degli Stati della Tregua, sotto protettorato britannico. Il quinto sultano della dinastia Al Said, Said bin Sultan, consolidò i possedimenti del sultanato e gli interessi economici facendo prosperare l'intera area. Ad ogni modo, la flotta omanita non fu in grado di competere con quelle tecnicamente avanzate degli europei ed il sultanato perse gran parte del dominio nelle rotte commerciali con l'Asia meridionale. Gli inglesi fecero inoltre pressione perché venisse abbandonato il commercio di schiavi, facendo così perdere un'altra grande fetta dell'economia del sultanato locale.
Il 4 giugno 1856, Said bin Sultan morì senza aver nominato un erede al trono ed i membri della dinastia Al Said non riuscivano ad accordarsi su un regnante. Grazie alla mediazione inglese, vennero nominati due governanti della dinastia Al Said. Il figlio terzogenito del defunto sultano, Thuwaini bin Said, divenne regnante della parte interna del paese, mentre il figlio sestogenito, Majid bin Said, divenne regnante dell'indipendente Sultanato di Zanzibar dal 19 ottobre 1856. I sultani di Zanzibar erano comunque obbligati a pagare un tributo annuale a Mascate.
Il sultanato di Mascate fu regolarmente sottoposto ad attacchi da parte delle tribù ibadite che rappresentavano l'influenza del plurisecolare popolo costiero. Il sultanato fu comunque in grado di difendersi grazie al supporto degli inglesi. La divisione storica continuò per gran parte del XX secolo quando il sultano Taimur bin Feisal garantì una limitata autonomia all'Imamato di Oman sulla base del Trattato di Seeb del 1920.
L'ultimo possedimento oltremare del sultanato, il porto di Gwadar, nel Golfo dell'Oman, venne venduto al Pakistan nel 1958.

### L'insurrezione e la scoperta del petrolio
La scoperta di petrolio nel Golfo Persico esacervò la disputa tra il sultano di Muscat e gli imam di Oman. Lo sfruttamento del petrolio nell'area era iniziato già negli anni '20 del Novecento da parte della Anglo-Persian Oil Company. Nel corso della Seconda guerra mondiale molte attività petrolifere in loco vennero distrutte.
L'ultimo imam dell'Oman, Ghalib Bin Ali, iniziò una rivolta nel 1954 quando il sultano garantì licenza all'Iraq Petroleum Company malgrado il fatto che gran parte del petrolio si trovasse nell'area dell'Imamato. Le ostilità vennero messe a tacere nel 1955, ma il conflitto portò alla ribellione di Jebel Akhdar dove il sultano Said bin Taimur ebbe la meglio col continuo supporto militare inglese. La Iraq Petroleum, assieme ai suoi operatori per l'esportazione del petrolio, fondarono la Petroleum Development Oman con proprietari europei che successivamente confluì nel gigante per l'esportazione petrolifera, la British Petroleum, la quale incoraggiò il governo britannico nel suo supporto al sultano.
La rivolta scoppiò nuovamente nel 1957 quando l'Arabia Saudita iniziò a supportare i ribelli ibadi, ma il sultano fu ancora una volta in grado di avere la meglio sulle terre interne dei suoi domini. In quello stesso anno, le forze inglesi bombardarono la città di Nizwa, la capitale dell'Imamato, e rovesciarono la teocrazia Ibadi. Ghalib Bin Ali venne esiliato in Arabia Saudita e le ultime forze ribelli vennero sconfitte nei successivi due anni. Il trattato di Seeb pose fine all'Imamato di Oman.
Le frequenti rivolte come la Ribellione di Dhofar, supportata dal governo comunista dello Yemen del Sud, motivarono gli inglesi a soppiantare il sultano. Il governo inglese scelse infatti di sostenere il figlio del sultano in carica, Qaboos bin Said, che era stato imprigionato nel palazzo per il terrore paranoico del padre di essere detronizzato. Al suo rilascio, Qaboos bin Said, con l'aiuto delle forze militari inglesi, riuscì a portare a compimento un colpo di stato col quale venne proclamato sultano nel 1970. I territori consolidati vennero riorganizzati a formare il moderno Sultanato di Oman nell'agosto del 1970.
Nel 1976, ancora con l'aiuto inglese, il sultano riuscì a consolidare l'intero dominio sopprimendo la ribellione del Dhofar.

### Il sultanato di Sohar
Il sultanato di Sohar perdurò dal 1920 al 1932. Nel 1920, lo sceicco Ali Banu Bu Ali, parente del sultano Taimur bin Faisal, si ribellò con la città settentrionale di Sohar e si proclamò sultano ma venne deposto dagli inglesi nel 1932.